# Willem Molkenboer
Wilhelmus Bernardus Gerardus (Willem) Molkenboer (Leiden, 8 juni 1844 - Amsterdam, 9 december 1915) was een Nederlands tekenaar en beeldhouwer. Hij stond aan de basis van de ontwikkeling van het tekenonderwijs in Nederland en besteedde zijn gehele leven aan de verdere organisatie daarvan. Hij was de oprichter en directeur van de eerste school voor de opleiding van tekenleraren, de Rijksnormaalschool voor Teekenonderwijzers, opgericht in 1881 en gevestigd in een zijgebouw van het Rijksmuseum in Amsterdam.

## Familie
Molkenboer was een zoon van Theodorus Molkenboer (1801-1872), een Leidse koekbakker, en Euphemia Halderiet (1804-1880). Hij trouwde op 20 april 1870 in Den Bosch met Maria Cecilia Petronella Johanna (Marie) Derkinderen (1848-1934), de zus van Anton Derkinderen. Het echtpaar kreeg veertien kinderen, van wie er drie op jonge leeftijd overleden. Twee werden bekende kunstenaars, Theo (1871-1920) en Antoon Molkenboer (1872-1960), en ook hun zuster Phemia was in de kunst actief. Zoon Bernard (1879-1948) verwierf bekendheid als Vondelkenner. Dochter Leonie (1890–?) was mezzo-sopraan en zanglerares.

## Loopbaan

### Leerjaren
Willem Molkenboer was aanvankelijk voorbestemd om - als enige zoon - het koekbakkers-bedrijf van zijn vader voort te zetten. Maar hij moet al vroeg in aanraking gekomen zijn met de kunsten, want hij kwam in 1858 op veertienjarige leeftijd als leerling te werken in de uitgebreide werkplaatsen van de architect-beeldhouwer Louis Veneman te 's-Hertogenbosch. Veneman was een bijzonder goede vriend van zijn vaders neef, de Leidse architect Theodorus Molkenboer. Deze leertijd duurde vijf jaar en ongeveer die gehele tijd was hij werkzaam in een speciaal lokaal waar de 'modelleur' Frans Kuypers werkzaam was. Daar te mogen werken was een bijzonder voorrecht. Kuypers wijdde zich geheel aan de beeldhouwkunst en ontwierp modellen voor beelden en ornamentele werken, in hout en in steen, bestemd voor decoraties in katholieke kerken. Deze modellen werden in afzonderlijke werkplaatsen in groten getale geproduceerd door timmerlieden, schrijnwerkers en steenhouwers, ruim zestig in totaal. Door zijn nauwe samenwerking met Kuypers leerde Molkenboer hier op jonge leeftijd de beginselen van het beeldhouwen. Hij had toen voor ogen om zelf ook beeldhouwer te worden.
In Venemans werkplaatsen voor kerkdecoraties kwamen tevens talrijke altaren, preekstoelen, biechtstoelen en communiebanken tot stand, deze naar ontwerpen van Veneman zelf.
Gedurende deze leerjaren van 1858 tot 1863 in Den Bosch bezocht Molkenboer ook getrouw de Avondtekenschool (Koninklijke School voor Nuttige en Beeldende Kunsten). Hij woonde in die dagen in het gezin van de goud- en zilversmid Antonius Derkinderen, de vader van de latere kunstenaar Antoon Derkinderen.
Deze laatste werd geboren in 1859 en diens kleutertijd heeft Molkenboer van nabij meegemaakt.
Molkenboer stond er om bekend dat hij hield van grappen maken en humoristische anekdotes. Deze eigenschap zat er kennelijk al vroeg bij hem in, want Antoon der Kinderen zou later, in 1892 terugkijkend op zijn jeugd, over hem schrijven : "Hij was een grappenmaker en voorspelde dat ik huzaar zou worden, omdat ik zulke grote handen had". Molkenboer maakte in deze jeugdperiode ook kennis met Antoon's oudere zuster Marie (geb. 1848), met wie hij in 1870 in het huwelijk zou treden.
Toen Molkenboer 19 jaar was, in 1863, vertrok hij op 'Wanderschaft', niet ongebruikelijk voor aankomende kunstenaars in die dagen. Hij deed allereerst ervaringen op in ateliers voor houtbewerking en stenen gevelversieringen, in Keulen. Vervolgens trok hij verder, naar München, waar hij als aankomend beeldhouwer een jaar lang ervaringen opdeed in diverse ateliers en onder meer leerde werken met marmer. In de jaren 1865-1867 werkte hij aansluitend in ateliers in Antwerpen en in Leuven.
Later zou hij enkele feuilletons schrijven waarin ontmoetingen werden verhaald uit deze "Wanderjahren". Sommige daarvan verschenen in het zondagsblad van het Nieuws van den Dag, echter steeds onder pseudoniem.

### Tekenonderwijs
In Den Bosch had hij de Avondtekenschool bezocht en ook in Antwerpen en Leuven volgde hij tekenonderwijs, aan de Academies van Beeldende Kunsten aldaar. In Keulen volgde hij cursussen voor bouwkundig tekenen.
Hij behaalde de akte voor Middelbaar Onderwijs Tekenen in 1868, waardoor hij bevoegd werd tekenonderwijs te gaan geven. Hij verwierf direct daarop een aanstelling als tekenleraar aan de Rijks Hoogere Burgerschool in Leeuwarden. In die jaren groeide geleidelijk bij hem de ambitie om zich geheel te gaan inzetten voor de verbetering van het landelijke teken- en kunstonderwijs.
Gedurende de dertien jaren die hij als leraar doorbracht in Leeuwarden bleef hij nog wel actief als beeldhouwer. Hij verwierf in Leeuwarden enkele opdrachten, zoals het maken van een in zink gegoten borstbeeld van Prins Hendrik, ter gelegenheid van diens bezoek aan de stad, in 1871.
Daarnaast had hij omstreeks 1875 gedurende enkele jaren een werkplaats ingericht voor het maken van gevelversieringen in natuursteen. De veranderde manier van (huizen)bouw in die dagen bracht met zich mee dat deze meer in gebruik kwamen. Hij had daarvoor een aantal beeldhouwers en ambachtslieden in dienst, die hij deels ook opleidde zoals hij dat zelf had geleerd bij Kuypers. Maar het beeldhouwen zou hij allengs loslaten om zich geheel te kunnen gaan richten op het tekenonderwijs.
Hij begon diverse activiteiten te ontwikkelen voor de verbetering van het teken- en kunstonderwijs en publiceerde hierover een groot aantal artikelen en rapporten. In 1878 schreef hij er een boekje over : "Wat is noodig, nuttig en uitvoerbaar bij het lager en voortgezet onderwijs om de kunstsmaak te vormen en de kunstvaardigheid te vermeerderen". Daarin pleitte hij voor verplicht tekenonderwijs op de scholen, omdat volgens hem "de ware kunstontwikkeling of aestetische vorming, het juiste gevoel voor het schoone in natuur of kunst alleen kan worden verkregen door een nauw verband tusschen zien, hooren en doen".
Dit leidde er uiteindelijk in 1880 toe dat hij een Regeringsopdracht kreeg om te onderzoeken hoe dit onderwijs was georganiseerd in België. Daar was men op dit gebied al veel verder. Hij werd daarbij vergezeld door de schilder Jan Striening en in zijn rapport drong hij erop aan dat een rijksinstelling zou worden opgericht voor de beroepsvorming van aankomende leerkrachten in het tekenonderwijs. Zijn visies en aanbevelingen werden van regeringswege al spoedig ondersteund door hoge ambtenaren, onder wie minister jhr. mr. Alexander de Savornin Lohman en jhr. mr. Victor de Stuers. Deze laatste had hij al op 18-jarige leeftijd leren kennen in een tekenklas op de Leidse teken- en schilderacademie "Ars Aemula Naturae".
Kort na zijn "België-rapport" werd Molkenboer in 1881 overgeplaatst naar Amsterdam, waar hij als directeur werd aangesteld van de samen met Victor de Stuers opgerichte Rijks Normaalschool voor Tekenonderwijs, kortweg genoemd de "Normaalschool". Men was kort daarvoor al gestart met een landelijke opleiding, in de vorm van een cursus in de zomermaanden en de school kwam nu daarvoor in de plaats. Molkenboer verhuisde in hetzelfde jaar met zijn gezin naar zijn nieuwe werkomgeving. Eerst woonde hij in Weesp, vervolgens vanaf 1893 in Amsterdam, Johannes Verhulststraat 85. Tijdens de periode rond de verhuizing naar Amsterdam, gingen de drie oudste zonen (Theo. Antoon en Willem jr) zelfstandig wonen.
Tegelijkertijd met de Normaalschool werd een tweede "museumschool" opgericht, de Rijksschool voor Kunstnijverheid. Directeur daarvan werd Jacobus Roeland de Kruijff, die ook het initiatief hiertoe had genomen. Kort daarvoor had deze nog de opdracht voor het Sarphatimonument gekregen, dat in juli 1886 werd onthuld in het Sarphatipark. Molkenboer had meegedongen naar deze opdracht, maar zijn ontwerp eindigde als tweede, De Kruijffs ontwerp kreeg de voorkeur.
Na een voorlopige behuizing in het gebouw van het Rijksmuseum gedurende de eerste twee jaren, verhuisde in 1883 beide scholen naar de bovenste verdiepingen aan de voorkant van het museum, waardoor de Normaalschool later de bijnaam "de hoogste kunstschool van Nederland" zou krijgen. In 1890-1891 verrees naast het museum nog een nieuw gebouw, genaamd de "Oefenschool", leerlingen konden er oefenen in tekentechnieken en in lesgeven. In 1937 werden de hoog gelegen schoollokalen verlaten, waarna de Normaalschool - inmiddels omgedoopt in "Rijksinstituut tot opleiding van tekenleraren" - in zijn geheel gevestigd werd in de voormalige Oefenschool, dit tot 1966.
Ter gelegenheid van zijn 25-jarig jubileum als tekenleraar werd Molkenboer in 1893 door H.M. koningin-regentes Emma het officierskruis in de Orde van Oranje-Nassau verleend. In datzelfde jaar bracht de regentes ook een bezoek aan de Normaalschool, vergezeld door haar toen 13-jarige dochter Wilhelmina.
Andere activiteiten in de beginperiode behelsden de oprichting van de Nederlandsche Vereeniging voor Teekenonderwijs (NVTO), eveneens op initiatief van Molkenboer en in samenwerking met Victor de Stuers. Hij werd gekozen tot voorzitter en De Stuers als erevoorzitter. Als doel van de NVTO werd geformuleerd : "de bevordering van de belangen van het tekenonderwijs en de kunstnijverheid".
Vanaf 1885 publiceerde de NVTO een eigen maandblad, het "Maandblad voor Teekenonderwijs". In 1889 werd het tekenen onder de verplichte leervakken opgenomen in het lager onderwijs. Molkenboer organiseerde daarop aansluitend een propagandatocht door Nederland, die hij ondernam tezamen met De Stuers.
Molkenboer speelde in al deze ontwikkelingen een belangrijke en stimulerende rol, daarbij vooral in samenwerking met De Stuers, aan wie het ontstaan van de beide museumscholen grotendeels te danken was. Ook de steun van collega-kunstenaars als de architect Pierre Cuypers en de invloedrijke "kunstpaus" uit die tijd, de letterkundige prof. dr. Joseph Alberdingk Thijm, dient bij deze ontwikkelingen te worden vermeld.
In 1900 waren er zestig tekenscholen verspreid over het land. Gedurende die jaren was Molkenboer belast met de inspectie van de tekenscholen en hield hij zich bezig met het ontwerpen van programma's en reglementen en het nazien van lesroosters.
In de voorafgaande jaren waren het leerplan en de examen programma's van de Normaalschool steeds ongewijzigd gebleven maar werd hierover wel voortdurend gediscussieerd, zowel binnen de NVTO als daarbuiten. Rond de eeuwwisseling kondigde zich echter een sterke vernieuwingsbeweging aan, de Reformbeweging, met een geheel andere visie op "het kind". Het tekenonderwijs zou zich nu niet meer zozeer moeten richten op het aanleren van het ambacht, maar dienen bij te dragen aan de ontwikkeling van het kind en daarmee parallel aan de algemene ontwikkeling en verheffing van het volk.
Voor de conservatieve NVTO waren deze ideeën niet weggelegd, de nieuwe didactiek werd met argwaan bekeken. Ook de positie van Molkenboer werd aangetast. Eerder (in 1901) was hem al het toezicht ontnomen op 47 (van de circa 60) tekenscholen. De pioniers van het Reformtekenen publiceerden in 1904 en 1905 hun eerste geschriften en mede daardoor kwamen de discussies goed op gang. De overtuiging groeide dat de examens en het leerplan van de Normaalschool aan de tijdsomstandigheden dienden te worden aangepast.
In 1906 ondernam Molkenboer met een Commissie een studiereis naar enkele scholen in Duitsland om daar de praktijk van het Reform-tekenonderwijs te onderzoeken. Vervolgens kreeg hij in 1908 opnieuw een regeringsopdracht om zich in een aantal landen (Engeland, Schotland, Duitsland, Oostenrijk en Hongarije) op de hoogte te stellen van de organisatie van de kunstscholen, de gestelde eisen aan de tekenleraren, de wijze van examinering en dergelijke.
Daarbij werden ook kunstnijverheidsscholen en Academies bezocht, Van de beide reizen publiceerde hij rapporten. In het lijvige rapport van de tweede reis werden de bezochte kunstscholen uitvoerig beschreven en kwam hij met een drietal voorstellen voor de reorganisatie van de Normaalschool. Dit waren: een zelfstandige lerarenopleiding, een opleiding verbonden met het kunstnijverheidsonderwijs of het onderwijs in de Schone kunsten en als derde een samengaan van de kunstnijverheid en de lerarenopleiding in één instelling. Maar zijn voorstellen werden pas in 1917 in de Tweede Kamer behandeld, en van de uitvoering ervan kwam toen nog weinig terecht.
Reorganisaties zouden pas later plaatsvinden en dat heeft hij niet meer meegemaakt. Molkenboer zette zich tot zijn overlijden in 1915 in voor het tekenonderwijs. Hij werd begraven op de begraafplaats Buitenveldert.
Na zijn overlijden fuseerden in het begin van de jaren twintig enkele kunstnijverheidsopleidingen, mede als noodzakelijk gevolg van opgelegde bezuinigingen. Pas in 1923 werd een nieuwe directeur voor de Normaalschool aangesteld, Huib Luns, nadat vanaf 1915 deze functie onvervuld was gebleven. In de Normaalschool werden pas tijdens dit nieuwe directeurschap noodzakelijke reorganisaties doorgevoerd. Vanaf toen konden niet alleen aktes voor het tekenonderwijs worden behaald, maar ook die voor het kunstnijverheidsonderwijs.
Molkenboer werd benoemd tot officier in de Orde van Oranje-Nassau (1893), officier in de Orde van de Eikenkroon (1895), ridder in de Orde van de Nederlandse Leeuw (1908) en "Officier de l'Instruction Publique".

## Werken

### Beeldhouwwerken (selectie)
- Borstbeeld van Pieter Adriaansz. van der Werf, burgemeester van Leiden in 1574, gemaakt te Leuven in 1865, naar een gravure, in Museum De Lakenhal te Leiden.
- Buste van prins Hendrik (1871), Prins Hendrikstraat in Leeuwarden
- Gevelstenen van Eeltje Halbertsma (1875) en Joost Halbertsma (1879), Halbertsmaplein in Grouw
- Grafmonument, gedenkteken ter ere van de kinderdichter en arts Jan Pieter Heije (1876) in Abbenes
- Gedenksteen (1879/1880), Prinsentuin in Leeuwarden
- Grafmonument van predikant Bernard Weerman (1882), kerkhof in Leeuwarden
- Grafmonument van H.W. Posthumus, directeur hbs (1885), Zorgvlied in Amsterdam
- Standbeeld van Willem Lodewijk van Nassau-Dietz, eerste stadhouder van Friesland. Ontworpen met Bart van Hove, onthuld door Kon. Wilhelmina in 1906, Hofplein te Leeuwarden.

### Publicaties
- "Een praatje over beeldhouwkunst". In : De Gids, 40 (1876), p. 15-35.
- "Enige bladzijden over het natuurtekenen". Brinkman, 1877.
- "Wat is noodig, nuttig en uitvoerbaar bij het lager en voortgezet onderwijs om den kunstsmaak te vormen en de kunstvaardigheid te vermeerderen ?". Amsterdam, 1878.
- [ Rapport betreffende de organisatie van het teken- en kunstonderwijs in België ]. Gepubliceerd als Kamerstukken en door Uitg. Hubrecht, 1880.
- "Verslag der Commissie belast met het Teekenonderwijs op de openbare lagere scholen te Amsterdam". Amsterdam, 1885.
- "Waarom moeten wij leren teekenen ?". Maatschappij tot Nut van 't Algemeen, 1886.
- "Oefeningen in lijn en kleur". 12 cahiers. Groningen, 1886.
- "Handleiding bij de allereerste teekenoefeningen voor de Lagere school". Tweede, herz. en vermeerderde druk, 1890.
- "De eerste vijf en twintig jaren uit de geschiedenis van een Amsterdamse kunstschool 1881-1906". Amsterdam, 1906.
- "De Reformbeweging in het teekenonderwijs". Door W.B.G. Molkenboer et al. Den Haag, 1907.
- "Verslag van een studiereis, in regeeringsopdracht ondernomen in het najaar van 1908, ten einde te onderzoeken hoe de examens voor teekenleraar en hoe de scholen, die daartoe een voorbereiding geven, zijn ingericht in Engeland, Schotland, Duitschland, Oostenrijk en Hongarije". Amsterdam, A. Versluys, 1910. 487 p.
- Artikelen in "Maandblad voor Teekenonderwijs" en "Maandblad der Nederlandse Vereniging van Tekenonderwijzers". Periode 1885-1915.